# موج صورتی
موج صورتی و چرخش به چپ عباراتی هستند که در تحلیل سیاسی ظهور دولت‌های چپ در دموکراسی‌های آمریکای لاتین در قرن بیست و یکم و فاصله گرفتن از مدل اقتصادی نولیبرال به کار می‌رود.
موج اول با انتخاب هوگو چاوز به عنوان رئیس‌جمهور ونزوئلا، شروع شد و در کمتر از یک دهه، احزاب مترقی و چپ در برزیل، آرژانتین، اروگوئه، بولیوی، نیکاراگوئه، اکوادور، السالوادور و پاراگوئه در انتخابات، متوالی پیروز شدند. موج دوم با انتخاب مانوئل لوپز اوبرادور رئیس‌جمهوری مکزیک در سال ۲۰۱۸ آغاز شد. پس از آن، در سال ۲۰۱۹ ائتلاف احزاب چپ در آرژانتین پیروز شدند. بعد در بولیوی جنبش به سوی سوسیالیسم در سال ۲۰۲۰ به پیروزی رسید. روند این پیروزی‌ها در سال ۲۰۲۱، با انتخاب پدرو کاستیو در پرو و گابریل بوریچ در شیلی ادامه یافت. انتخاب سیومارا کاسترو، به ریاست جمهوری هندوراس بخشی از همین زنجیره ارزیابی شده‌است.